# تشارلز آر. توماس
تشارلز آر. توماس (بالإنجليزية: Charles R. Thomas)‏ هو قاضي ومحامي وسياسي أمريكي، ولد في 7 فبراير 1827 في الولايات المتحدة، وتوفي بنفس المكان في 18 فبراير 1891. حزبياً، نشط في الحزب الجمهوري. انتخب عضو مجلس النواب الأمريكي.